# Tweede Kruistocht
De Tweede Kruistocht (1147-1149) werd opgestart naar aanleiding van de val van het graafschap Edessa het jaar voordien door de troepen van Zengi. Het graafschap Edessa was gesticht tijdens de Eerste Kruistocht (1096-1099) door Boudewijn van Boulogne in 1098. Als eerste gestichte kruisvaardersstaat was het nu ook de eerste die viel.
De Tweede Kruistocht werd aangekondigd door paus Eugenius III, en het was de eerste kruistocht die geleid werd door Europese koningen, namelijk Lodewijk VII van Frankrijk en Koenraad III van Hohenstaufen, met de hulp van een aantal andere Europese edelmannen. De legers van de twee koningen marcheerden gescheiden van elkaar door Europa. Nadat ze binnenvielen in het Byzantijnse grondgebied in Anatolië, werden beide legers afzonderlijk van elkaar verslagen door de Seltsjoeken. De belangrijkste westerse christelijke bron, Odo van Deuil, en Syrische christelijke bronnen stellen dat de Byzantijnse keizer Manuel I Komnenos in het geheim de voortgang van de kruisvaarders hinderde, vooral in Anatolië waar het schijnt dat hij doelbewust de Turken beval hen aan te vallen. Lodewijk, Koenraad en de restanten van hun legers bereikten Jeruzalem en namen deel aan een onverstandige aanval op Damascus in 1148. De kruistocht in het oosten was een mislukking voor de kruisvaarders en een grote overwinning voor de moslims. Het zou uiteindelijk een belangrijke invloed hebben op de val van Jeruzalem en aanleiding geven tot de Derde Kruistocht aan het einde van de 12e eeuw.
Het enige succes van de Tweede Kruistocht was voor een gecombineerde troepenmacht van 13.000 Vlamingen, Friezen, Normandiërs, Engelsen, Schotten en Duitse kruisvaarders in 1147. Ze waren op weg naar het Heilige Land per schip, maar onderweg stopte het leger om een kleiner Portugees leger (7.000) te helpen in het veroveren van Lissabon. Zo verdreven ze er de Moorse bezetters.

## Aanloop
Na de Eerste Kruistocht hadden de christenen drie belangrijke plekken in bezit: de steden Edessa en Jeruzalem, en de staat Antiochië. Later, in 1109, kwam hier ook nog de stad Tripoli bij. Edessa was de meest noordelijke. Deze stad had de kleinste bevolking en werd weleens aangevallen door moslims.

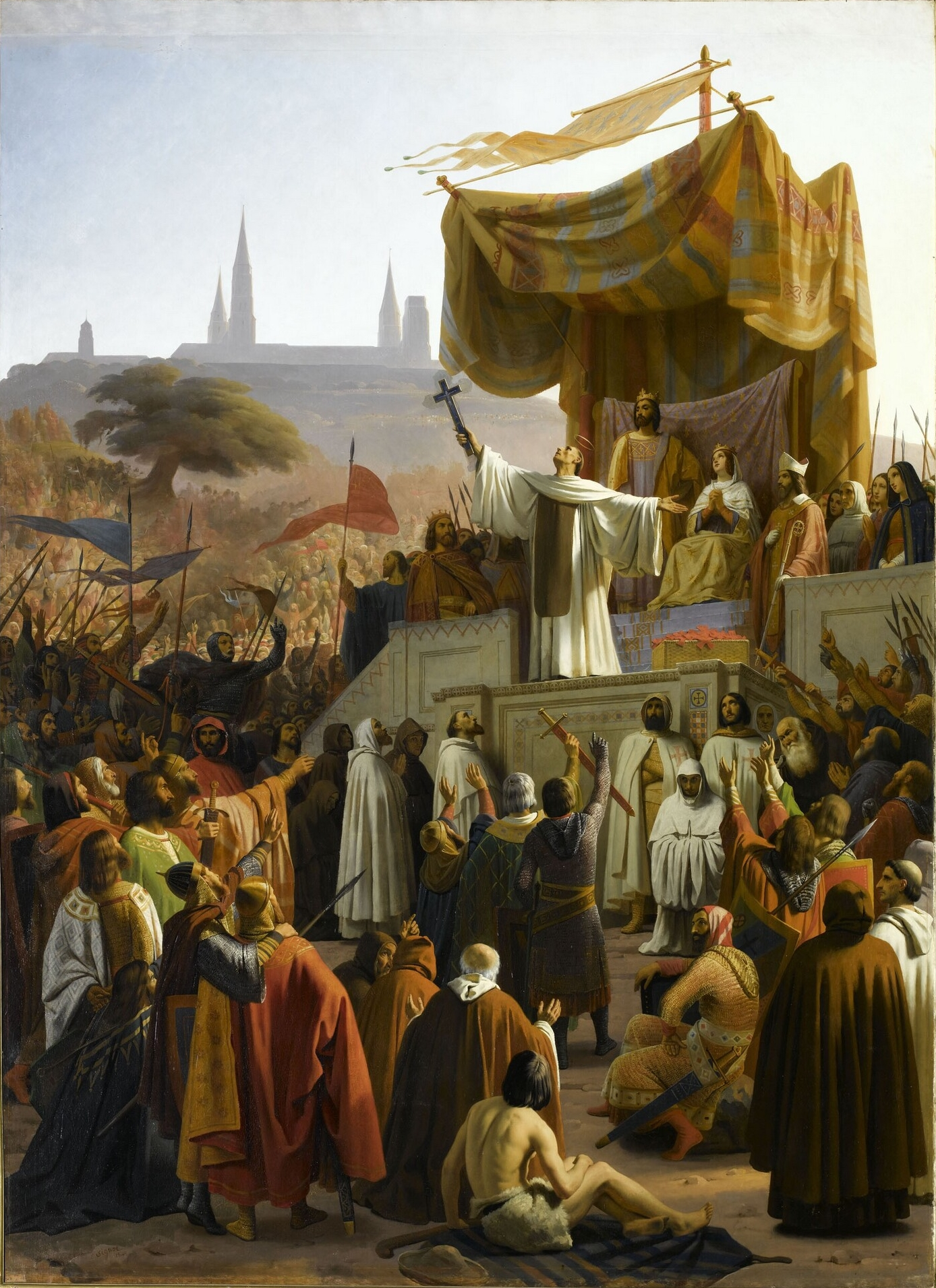
Bernard van Clairvaux roept op tot een tweede kruistocht in Vézelay.

In 1145 veroverden de moslims Edessa. Toen dit nieuws Europa bereikte, stuurde paus Eugenius III in december van hetzelfde jaar een brief aan Lodewijk VII van Frankrijk waarin hij vroeg om een tweede kruistocht. Deze kruistocht zou veel beter worden dan de vorige. Het leger zou veel groter zijn en geleid worden door de belangrijkste Europese koningen. De route zou op voorhand worden uitgestippeld. De reactie op het idee van de paus om een kruistocht te beginnen was echter schamel. Daar kwam nog bij dat de Franse koning Lodewijk VII apart een eigen kruistocht aankondigde. Deze kruistocht ging niet door, omdat Lodewijk VII werd teruggefloten. Hij besloot zich aan te sluiten bij de kruistocht van paus Eugenius III. In 1146 verspreidde Bernard van Clairvaux het nieuws over een gezamenlijke kruistocht door Frankrijk.
De mensen in Europa waren veel minder enthousiast dan bij de eerste kruistocht in 1096. Sint-Bernard vond het belangrijk dat er kruisen mee werden gedragen. Na een preek voor een grote menigte begonnen mensen in groten getale kruisen te produceren. Na de preek kwam er veel meer steun van de ‘gewone’ mensen. Sint-Bernard schreef: de steden en dorpjes liggen er ineens verlaten bij, iedereen gaat mee op kruistocht.
De kruistocht moest in één jaar worden voorbereid. Het leek zeer gunstig. Er kwam zelfs steun uit Hongarije, het Byzantijnse Rijk en het Koninkrijk Sicilië.
De preken van priesters leidden tot stijgend geweld tegen de Joden. Veel christenen vonden dat zij niet genoeg bereid waren om de kruistocht te steunen. Deze onrust werd in Mainz geleid door een fanatieke Franse monnik Rudolphe. Sint-Bernard was hier absoluut niet van gediend. Hij reisde West-Europa rond om de onrust te sussen. Uiteindelijk kwam hij uit in Duitsland waar hij Rudolphe de mond wist te snoeren en hem terug het klooster instuurde.
De Duitse koning Koenraad III was niet geïnteresseerd om zelf mee te gaan op kruistocht. Maar in december van 1146 veranderde hij van mening toen hij getuige was van een ceremonie van Sint-Bernard. Hij besloot zich aan te sluiten bij een menigte van ‘gewone’ mensen en hij ging mee op kruistocht.
Op zijn reis door Europa verzamelde Bernard zo veel mogelijk mensen voor de geplande kruistocht. In Duitsland kreeg Bernard een groot gevolg. Paus Eugenius III kondigde tegelijkertijd in Spanje de kruistocht aan, waar een oorlog tegen de Moren bezig was. De paus spoorde de Spanjaarden aan om de oorlog tegen de Moren voor te laten gaan, ook gaf hij Franse en Italiaanse gebieden toestemming om de Spanjaarden te helpen. Op andere plekken in Italië spoorde de paus juist weer groepen en leiders aan om mee te gaan naar het oosten. In deze periode speelde de Investituurstrijd en daardoor viel het niet in goede aarde bij de paus dat koning Koenraad III ook deelnam aan de kruistocht, omdat Koenraad de pauselijke invloed op de kruistocht kon verminderen. Desondanks verbood de paus Koenraad III niet om mee te gaan naar het oosten.

## Reis
Het was 16 februari 1147 toen de Franse kruisvaarders elkaar ontmoetten in de Franse stad Étampes. Ze waren bijeengekomen om hun route te bepalen. De Duitsers hadden op dat moment al besloten welke route ze zouden nemen (namelijk over land, door Hongarije, en niet over zee want dat was praktisch onmogelijk). De Fransen wantrouwden de route over land die de Duitsers namen. Dit omdat ze dan door het Byzantijnse Rijk zouden moeten, dat nog een sterke reputatie had overgehouden aan de vorige kruistocht. Desondanks kozen de Fransen toch voor de route over land, net als de Duitsers. Dit zorgde er wel voor dat er wat mensen afhaakten omdat ze door deze keuze beledigd waren. De Fransen en de Duitsers spraken af om elkaar te ontmoeten in Constantinopel, het tegenwoordige Istanboel.
Half mei begon een groep kruisvaarders uit Engeland als eerste met de kruistocht. Deze groep, bestaande uit wat Vlamingen, Friezen, Schotten en ook een aantal Duitsers, kwam in juni aan in Portugal. Ze werden door de bisschop overtuigd om langs Lissabon te gaan om deze stad te veroveren voor Portugal.
Lissabon was in die tijd (1147) geen eigendom van de Portugezen, maar behoorde toe aan de islamitische Moren en moest dus eerst veroverd worden. De belegering van Lissabon door de kruisvaarders begon op 1 juli en eindigde op 14 augustus toen de stad in handen van de kruisvaarders viel. De kruisvaarders plunderden Lissabon leeg voordat ze het overhandigden aan koning Alfonso. Een deel van de kruisvaarders bleef achter in de nieuw veroverde stad Lissabon, maar de meeste kruisvaarders pakten hun spullen en gingen naar het Oosten.

### Landreis
In mei 1147 vertrok de Duitse kruistocht, bestaande uit Fransen en Zuid-Duitsers. Deze groep kruisvaarders trok over land. De koning van Stiermarken voegde zich bij de groep kruisvaarders van koning Koenraad. Koning Géza II van Hongarije was er eindelijk van overtuigd geraakt dat hij de kruisvaarders moest laten passeren (Hongarije was in 1147 een buurland van Duitsland).
De Byzantijnen waren bang dat de kruisvaarders hen zouden aanvallen. Om er zeker van te zijn dat ze niet werden aangevallen, hadden ze een leger op de been gebracht. Dit zorgde voor wat kleine schermutselingen en dat leverde een aantal doden op. Tot overmaat van ramp kwam er in het begin van september een aantal Duitsers om bij een overstroming. Het passeren van het Byzantijnse Rijk was daarmee geen groot succes. Verder verliep de doortocht probleemloos en de kruisvaarders bereikten Constantinopel.
Koning Koenraad besloot niet te wachten op de Franse kruisvaarders en marcheerde door naar de stad Iconium, een stad in het westen van Turkije. Daar besloot hij zijn leger in tweeën te delen. Een van deze twee divisies werd verslagen in augustus 1147 door de Seltsjoeken. De Seltsjoeken gebruikten een typische tactiek: terugtrekken, en dan aanvallen op het moment dat er een kleine groep soldaten achter hen aan zaten. Ook hanteerden ze de tactiek van de verschroeide aarde door alle waardevolle zaken en voedsel mee te nemen en de putten te vergiftigen. Hierdoor kampten de kruisvaarders al snel met honger en dorst.
Langzaam begon Koenraad aan een terugtocht naar Constantinopel, een gevolg van de dagelijkse aanvallen van de Seltsjoeken. De Seltsjoeken slaagden erin om de gehele achterhoede van de kruistocht uit te roeien, en bij een van de gevechten tussen beide partijen raakte Koenraad zelf gewond. De tweede groep soldaten, die werd geleid door Otto van Freising, werd op een soortgelijke manier verslagen in het voorjaar van 1148.

### Zeereis
De Fransen vertrokken vanuit Metz. Deze groep kruisvaarders werd geleid door Lodewijk en een grote groep edelen. Lodewijk en zijn leger sloten zich aan bij een leger dat vanuit Engeland kwam. Deze groep kruisvaarders besloot precies dezelfde route als Koenraad te bewandelen. Een leger uit Toulouse, (geleid door Alfons van Toulouse), besloot te wachten tot augustus om dan via zee te gaan. Lodewijk en zijn leger kwamen net als Koenraad aan in Hongarije. Alleen kreeg Lodewijk het aan de stok met Reza van Hongarije. Dit kwam doordat Reza erachter was gekomen dat Lodewijk Hongaarse veroveraars had toegestaan mee te gaan met deze kruistocht.
Ook de relatie met het Byzantijnse Rijk was niet geweldig. Toch werden de Fransen gewoon doorgelaten. Het Byzantijnse Rijk had er geen baat bij om een oorlog te beginnen tegen de kruisvaarders. De keizer was weliswaar bang dat door het doorlaten van het leger de vrede met zijn islamitische buren in gevaar zou komen, maar wist dat hij tegen dit leger niet op kon. Het ging, op het moment dat de Fransen in Constantinopel kwamen, vrij goed met de kruistocht. Een deel van het Duitse leger was erin geslaagd de stad Iconium te veroveren, wat een vrij grote stap voorwaarts was. Dit moedigde de Fransen aan om ook verder te gaan met de kruistocht. De kruisvaarders kregen echter geen steun van het Byzantijnse Rijk, dat bezig was met een andere oorlog. Dus in tegenstelling tot de Eerste Kruistocht waren de kruisvaarders aangewezen op een volledig West-Europees leger.
De Fransen ontmoetten de restanten van de Duitse kruisvaarders in de staat Nicea (een staat in het Byzantijnse Rijk, liggend onder Constantinopel). Deze groep volgde dezelfde route als Otto van Freising had gedaan. Ze arriveerden in december in Efeze. Daar werden ze gewaarschuwd voor de gevaarlijke en slimme aanvallen die de Turken pleegden. Lodewijk weigerde te luisteren naar de waarschuwingen en ging gewoon verder met zijn reis (terwijl Koenraad terugreisde naar Constantinopel omdat hij ziek was).
Zoals voorspeld werden de kruisvaarders onder aanvoering van Lodewijk al snel aangevallen door een Turks leger. Maar tegen de verwachting in behaalden de kruisvaarders een overwinning op de Turken. In de winter van 1148 kwamen de kruisvaarders aan in Laodicea, terwijl een paar dagen voordien nog het leger van Otto van Freising was verslagen op diezelfde plek. De rest van de route zouden de kruisvaarders niet meer worden aangevallen door de Turken. De Turken maakten het de kruisvaarders nog wel moeilijk door hele oogsten te verbranden die op de weg van de kruisvaarders lagen met het idee dat de kruisvaarders en hun paarden zouden verhongeren. De winter en de honger bleken inderdaad de voornaamste vijanden van het kruisleger.
Lodewijk en zijn leger trokken naar Adalia en wilden van daaruit per boot naar Antiochië. In Adalia waren echter veel te weinig boten voor het leger. Het resultaat was dat alleen Lodewijk en andere edelen naar Antiochië konden varen en dat de rest van het leger over land moest gaan. Van dit leger zou door ziekte en aanvallen van de Turken bijna niets overblijven.
Vanuit Antiochië was de route naar Jeruzalem simpel aangezien Antiochië en Jeruzalem allebei in het bezit waren van de westerlingen. In een paar maanden tijd waren Lodewijk, Otto van Freising (die wel verslagen was door de Turken, maar zelf nog leefde), de inmiddels herstelde Koenraad en vele andere belangrijke kruisvaarders bijeen in Jeruzalem. Zo kwam ook het leger van Alfons van Toulouse (die zelf overigens in 1148 in Caesarea Maritima was vermoord) en een leger uit Lissabon in Jeruzalem.

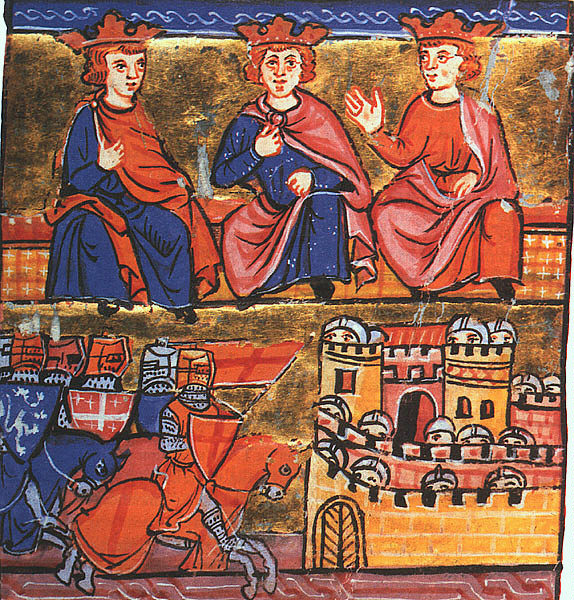
Koenraad III, Lodewijk VII en Boudewijn III, tijdens het concilie in Jeruzalem

In Jeruzalem werd na overleg besloten om de stad Damascus aan te vallen, een vreemde beslissing aangezien Damascus bijzaak was en de kruistochten waren bedoeld om de heilige stad Jeruzalem in handen van de christenen te houden. De ware vijand was de atabeg van Aleppo, Nur ad-Din, zoon van Zengi de Verschrikkelijke die Edessa had ingenomen. De atabeg van Damascus had nu juist vrede gesloten met koning Boudewijn III van Jeruzalem, en stond vijandig tegen het machtige Aleppo. Toch werd de honger naar macht bij de kruisvaarders groot genoeg om een poging te ondernemen. Damascus was immers dichtbij en rijk. Men hoopte na het fiasco in Anatolië alsnog een rijke stad te kunnen veroveren. Aan de verdediging van de kruisvaardersstaten tegen Nur ad-Din was immers geen eer te behalen, aan een overwinning en een rijke buit wel.

## Damascus
Op 23 juli 1148 kwam een leger aan in Damascus. In de voorhoede was het oorspronkelijke leger uit Jeruzalem en daarachter kwamen Koenraad en Lodewijk. Deze poging om Damascus te veroveren werd een ramp. De moslims waren voorbereid op de aanval en kenden het terrein van Damascus veel beter. Zij vielen het leger van de kruisvaarders aan via boomgaarden. Ondanks de aanvallen van buiten de stad wisten de kruisvaarders de stadsmuren van Damascus te bereiken. Damascus had echter militaire assistentie gekregen van aartsvijand Nur ad-Din die zijn kans schoon zag. Na vier dagen trokken de kruisvaarders terug, na het vernemen van het nieuws dat de hoofdmacht van Nur ad-Din onderweg was om de kruisvaarders in de rug aan te vallen.
De poging om Damascus te veroveren was een politieke blunder. Ten eerste omdat er onnodig veel soldaten sneuvelden, maar vooral omdat Damascus nu in het kamp van de vijand werd gedreven en islamitische heersers in de omgeving geen vertrouwen meer hadden in de kruisvaarders. Voorheen hadden omringende islamitische staten de kruisvaardersstaten schoorvoetend geaccepteerd, vrede met hen gesloten en zelfs handel met ze gedreven. Deze situatie was nu voorgoed kapot. Damascus zou nu onvermijdelijk afhankelijk van Nur ad-Din worden. Diens rijk zou uiteindelijk worden overgenomen door Saladin, die de christenen met een verenigd Syrisch-Egyptisch rijk confronteerde dat hen uiteindelijk zou verslaan. Met andere woorden: de kruistocht zorgde er uiteindelijk voor dat Jeruzalem viel. Het was een mislukte kruistocht.

## De reden voor een derde kruistocht
Reinoud van Châtillon viel tijdens het verdrag tussen Saladin en Boudewijn IV van Jeruzalem moslimkaravanen aan. Saladin trok direct op naar het kasteel van Reinoud. Met moeite kon Boudewijn een oorlog voorkomen. Erger was een plundertocht op zee tegen de heilige steden van de moslims: Mekka en Medina. Dit was een provocatie die Saladin niet over zijn kant kon laten gaan.
Na Boudewijns dood kwam zijn zwager Guy de Lusignan aan de macht en viel met hulp van Reinoud de Châtillon het leger van Saladin aan. Het Europese leger was niet gewend om op te trekken door de woestijn en raakte uitgeput. Toen het leger niet meer verder kon, viel Saladin aan en vernietigde het leger. Daarna trok hij op naar Jeruzalem. De burgers en soldaten van Jeruzalem verdedigden de stad, maar uiteindelijk moesten ze zich overgeven. Saladin wilde niet meer slachtoffers en bood ze een veilige terugtocht naar Jaffa aan. Jeruzalem werd verlaten en Saladins legers namen de stad in. Toen dit gehoord werd in Frankrijk, riep de paus het Westen op voor een nieuwe oorlog, de Derde Kruistocht.

## Nederlandse deelname aan de Tweede Kruistocht
Van Nederlandse deelname is bekend dat ridder Thirij de Beeck deelnam aan de Tweede Kruistocht.

## De Tweede Kruistocht in beeldende kunst, literatuur en film
- De tamelijk negatieve iconografie van de kapitelen in de kooromgang van de Onze-Lieve-Vrouwebasiliek in Maastricht zou volgens de Nederlandse kunsthistorica Elizabeth den Hartog door de vernederende uitslag van de Tweede Kruistocht zijn beïnvloed.[2]
- De gouden dolk is een jeugdboek van Thea Beckman waarin de Tweede Kruistocht beleefd wordt vanuit het oogpunt van de jongen Jiri, de zoon van een smid in het middeleeuwse Bourgondië.
- De film Kingdom of Heaven gaat over de aanloop tot de derde kruistocht en het beleg van Jeruzalem.
- De Tweede Kruistocht speelt een grote rol in de historische thriller "Het ware kruis" van de Duitse schrijver Jorg Kastner.